# 維平·納朗
維平·納朗（英語：Vipin Narang）是一位美國政治學家，曾任美國國防部代理太空政策助理部長，負責直到2024年8月的太空政策，其職責包括太空和導彈防禦政策，以及核威懾和反制大規模毀滅性武器政策。
他現為麻省理工學院的政治學教授， 以其在核武器、衝突和擴散領域的研究而著稱。他的研究表明，不同的核武器部署策略會對核國家之間發生衝突的可能性以及爭端中的談判結果產生影響。
納朗擁有斯坦福大學的化學工程學士和碩士學位，並作為馬歇爾獎學金得主在牛津大學獲得國際關係碩士學位，隨後在哈佛大學獲得博士學位。 他出生於舊金山灣區，父母為印度裔。